# БТР-70
БТР-70 е съветски бронетранспортьор, разработен през 1960-те години и приет на въоръжение в СССР през 1972. Той частично замества БТР-60, въпреки че е много близък до БТР-60ПБ.
Основните подобрения при БТР-70 са при бронята, гумите, двигателите и мобилността. Теглото на БТР-70 е 11,5 тона, дължината му е 7,54 метра, ширината му е 2,80 метра, а височината е 2,32 метра. Въоръжен е с 14,5-милиметрова картечница КПВТ или 12,7-милиметрова ДШК, сдвоени с една 7,62-милиметрова ПКТ. Максималната дебелина на бронята му е 9 милиметра. Може да пренася 7 души, отделно от тримата души екипаж.
Към 2013 година е на въоръжение в Азербайджан, Армения, Бангладеш, Беларус (446), Виетнам, Грузия, Джибути, Казахстан, Киргизстан, Република Македония, Молдова, Монголия, Пакистан, Палестинска автономия, Виетнам, Румъния, Русия (2000), Таджикистан, Туркменистан, Узбекистан, Украйна (1026).